# Louis Brandeis
Louis Dembitz Brandeis ( /ˈbrændaɪs/; 13 de novembro de 1856 – 5 de outubro de 1941) foi um advogado norte-Americano e Associado de Justiça da Suprema Corte dos Estados Unidos no Supremo Tribunal dos Estados Unidos de 1916 a 1939. Ele nasceu em Louisville, Kentucky, e era filho de imigrantes Judeus da Boêmia (hoje na República Checa), mas que o criaram em um ambiente secular. Ele frequentou a Escola de Direito de Harvard, e se formou aos vinte anos com a média de notas mais alta na história da faculdade. Brandeis se mudou para Boston, onde fundou um escritório de advocacia (que existe ainda hoje, sob o nome Nutter McClennen & Fish) e tornou-se um advogado reconhecido através do seu trabalho progressista de causas sociais.
Em 1890, ele ajudou a desenvolver o conceito do "direito à privacidade (Right to Privacy)" escrevendo um artigo para o Harvard Law Review com o mesmo título, e foi consequentemente creditado pelo jurista Roscoe Pound como tendo realizado "nada menos do que ter escrito outro capítulo do nosso Direito". Publicou, posteriormente, o Dinheiro de Outras Pessoas E Como os Banqueiros o Usam, sugerindo formas de limitar o poder dos grandes bancos e fundos financeiros. Era contra as grandes corporações, o monopólio, a corrupção pública, e o consumo em massa - tudo o que ele sentia que era prejudicial à cultura e aos valores Americanos. Ele também tornou-se membro ativo do movimento Sionista, vendo-o como uma solução para o anti-semitismo na Europa e na Rússia, e como uma maneira de "reviver o espírito Judaico."
Ao perceber que a condição financeira de sua família já era estável, começou a dedicar mais tempo às causas públicas, e ficou conhecido posteriormente como o "advogado do povo".  Insistiu em trabalhar em diversos casos sem receber por seu trabalho para que ele pudesse estar livre para tratar das questões mais amplas neles envolvidas. A Revista The Economist lhe chamou de " Robin Hood da lei". Alguns de seus casos mais famosos foram contra os monopólios na indústria ferroviária, defendendo as leis trabalhistas, ajudando a criar o Sistema de Reserva Federal, e apresentando ideias para formação da nova Comissão Federal de Comércio (FTC). 
Em 1908, no caso Muller v. Oregon, no qual se discutia a limitação de horas de trabalho para mulheres, Louis Brandeis inovou no direito norte-americano ao protocolar uma petição de mais de 600 páginas, com pouquíssimo referencial jurídico tradicional, porém com denso material sociológico e fático; trata-se do Brandeis Brief. Brandeis havia encetado extensa pesquisa, de modo que suas petições consubstanciam riquíssimo material que concentrava entendimentos dos mais variados campos do conhecimento.
Em 1916, o Presidente Woodrow Wilson nomeou Brandeis Juiz da Suprema Corte dos Estados Unidos. Sua indicação foi amplamente contestada, como o Juiz William O. Douglas escreveu, "Brandeis foi um militante da cruzada pela justiça social, independente de quem fosse seu adversário. Ele era perigoso, não só pelo quão brilhante ele era, pela aritmética, pela sua coragem. Ele era perigoso porque ele era incorruptível (...) [e] os medos do Estabelecimento eram ainda maiores porque Brandeis foi o primeiro Judeu a ser nomeado para o Tribunal." No dia primeiro de junho de 1916, sua nomeação foi confirmada pelo Senado por votos de 47 a 22. Tornou-se uma das figuras mais famosas e influentes a terem servido na suprema corte. Suas opiniões foram, de acordo com os juristas, algumas das "maiores defesas" da liberdade de expressão e do direito à privacidade já escritos por um membro do Supremo Tribunal.

## Infância e Educação

### Raízes familiares
Louis Dembitz Brandeis nasceu em 13 de novembro de 1856, em Louisville, Kentucky, caçula de quatro filhos. Seus pais, Adolph Brandeis e Frederika Dembitz, ambos Judeus Ashkenazi, emigraram aos Estados Unidos de Praga, Boêmia (então parte do Império Austríaco). Eles emigraram com o resto de suas famílias, por razões tanto econômicas quanto políticas. As Revoluções de 1848 haviam produzido uma série de conflitos políticos, e as famílias, embora politicamente liberais e a favor dos rebeldes, estavam chocadas com as revoltas anti-semitas que eclodiram em Praga enquanto os rebeldes a controlavam.:55 Além disso, o Império dos Habsburgos cobrava impostos discriminatórios de negócios Judeus. Os anciãos da família enviaram Adolph Brandeis para os Estados Unidos para preparar a possível mudança de sua família.  Ele passou alguns meses no centro-Oeste e ficou impressionado pelas instituições do país e a tolerância entre as pessoas que ele conheceu. Ele escreveu para sua esposa que "O progresso dos Estados Unidos é o triunfo dos direitos do homem.":56
A família Brandeis escolheu situar-se em Louisville, em parte, porque era um próspero porto fluvial, apesar da posição abolicionista da família irritar seus vizinhos. Sua infância foi diretamente afetada pela Guerra Civil Americana, que obrigou sua família a buscar segurança, temporariamente, em Indiana.:57

### Vida familiar
Os Brandeis eram considerados uma "família culta"; não falavam de negócios ou dinheiro durante o jantar - preferiam assuntos relacionados à história, política e cultura, ou falar de suas experiências cotodianas. Tendo sido criado, em parte, com a cultura alemã, Louis lía e apreciava as obras de Goethe e Schiller, e seus compositores favoritos foram Beethoven e Schumann.
Apesar de vir de uma família judia conservadora, os pais de Louis praticavam uma forma mais 'diluída' da religião. Eles comemoraram os principais feriados Cristãos com seus vizinhos, tratando o Natal como um feriado secular. Seus pais criaram os filhos de "idealistas esclarecidos", para que não dependessem apenas da religião para formar suas ambições. Em recordação, sua mãe, Frederika, escreveu desse período:
"Eu creio que apenas bondade, verdade, conduta humana, e comprometimento com quem precisa de nós pode aproximar Deus de nós... Eu queria dar aos meus filhos o mais puro espírito e os mais altos ideais em relação à moral e o amor. Deus abençoou meus esforços."Original {{{{{língua}}}}}: "I believe that only goodness and truth and conduct that is humane and self-sacrificing toward those who need us can bring God nearer to us ... I wanted to give my children the purest spirit and the highest ideals as to morals and love. God has blessed my endeavors." :28
Segundo o biógrafo Melvin Urofsky, Brandeis foi muito influenciado por seu tio Lewis Naftali Dembitz. Ao contrário de outros membros da família Brandeis, Dembitz praticava regularmente o Judaísmo e esteve ativamente envolvido com o ativismo Sionista. Brandeis mudou seu segundo nome de Davi para Dembitz em homenagem ao seu tio e, através do modelo de ativismo social de Dembtiz, tornou-se um membro ativo do movimento Sionista no final de sua vida.:18

### Educação
Louis cresceu em "uma família apaixonada por livros, música, e política, talvez melhor caracterizada pelo seu reverenciado tio, Lewis Dembitz - um homem refinado e educado que serviu como delegado na convenção Republicana em 1860, que nomeou Abraham Lincoln presidente."
Na escola, Louis era um estudante dedicado em línguas e outras disciplinas, e, geralmente, era o melhor aluno. Brandeis se formou na Escola Masculina de Louisville aos 14 anos, com as mais altas honras. Aos dezesseis anos, a Universidade de Escolas Públicas de Louisville concedeu-lhe uma medalha de ouro por "excelência em todos os seus estudos.":10 Antecipando uma crise econômica, Adolph Brandeis mudou-se com a família para a Europa em 1872. Louis passou mais dois anos estudando na Anneschule em Dresden, na Saxônia, onde se destacou.

### Faculdade de direito
Ao retornar aos EUA em 1875, Brandeis ingressou na Escola de Direito de Harvard , com apenas dezoito anos de idade. Foi a sua admiração pela sabedoria e habilidade de debate de seu tio, Lewis Dembitz, que o inspirou a estudar direito.:58 Apesar do fato de ele ter entrado na faculdade sem qualquer tipo de ajuda financeira de sua família, ele se tornou "um aluno extraordinário".
Durante seu tempo na universidade de Harvard, o ensino do direito foi submetido a uma mudança do método tradicional, dependente da memorização da jurisprudência, para um método Socrático mais flexível e interativo, usando casos anteriores como base para a discussão, para instruir o raciocínio jurídico de seus alunos. Brandeis facilmente adaptou-se aos novos métodos, e rapidamente tornou-se ativo nas discussões em classe, e juntou-se ao clube Pow-Wow, semelhante aos tribunais moot nas faculdades de direito de hoje, o que lhe deu experiência na função de juiz.:122
Em uma carta, enquanto em Harvard, ele escreveu do seu "desesperado anseio por mais direito" e do "prazer quase ridículo que a descoberta ou a invenção de uma teoria jurídica dá-me." Ele se refere à lei como a sua "amante," mantendo um controle sobre ele que ele não poderia quebrar.
Infelizmente, sua visão começou a falhar como resultado do grande volume de leitura obrigatória, e da má visibilidade sob as lamparinas. Os médicos sugeriram que ele desistisse de estudar. Ele encontrou outra alternativa: pagava seus colegas estudantes de direito para ler os livros em voz alta, enquanto ele tentava memorizar os conceitos jurídicos. Apesar das dificuldades, o seu trabalho acadêmico e sua memorização foram tão impressionantes que ele formou-se como o melhor aluno da turma e, atingido a mais alta média de notas na história da faculdade,:122 um recorde que permaneceu por oito décadas. Brandeis disse desse período: "Aqueles anos foram entre os mais felizes de minha vida. Eu trabalhei! Para mim, centro do mundo era Cambridge.":47

## Início da Carreira de Direito
Após sua formatura, permaneceu em Harvard por mais um ano, onde continuou a estudar direito por conta própria enquanto ganhava uma pequena renda através de aulas particulares a outros estudantes de direito. Em 1878, ingressou na ordem dos advogados (bar) de Missouri e aceitou um emprego em um escritório de advocacia em St. Louis, onde ele escreveu o seu primeiro memorando e publicou a seu primeiro artigo de opinião jurídica. Após sete meses, cansou de trabalhar com pequenos casos e aceitou uma oferta do seu colega de Harvard, Samuel D. Warren, para fundar um escritório de advocacia em Boston. Eles eram amigos próximos dos tempos Harvard, onde Warren ficou em segundo lugar na classe de Brandeis. Warren era também o filho de uma família rica de Boston, e seu novo escritório foi capaz de se beneficiar de suas conexões familiares.:59
Logo após seu retorno para Boston, enquanto esperava o escritório de advocacia para ganhar clientes, foi nomeado assessor do Juiz Horace Gray, presidente do Supremo Tribunal do estado do Massachusetts, onde trabalhou por dois anos. Ingressou na ordem de advogados de Massachusetts sem fazer exame, o que descreveu ao seu irmão como " contrário à todos os princípios e precedentes." De acordo com Klebanow e Jonas, "a velocidade com a qual foi admitido, provavelmente, foi devido ao seu reconhecimento pelos seus ex-professores de Direito de Harvard, bem como à influência do Juiz Gray".:59

### Primeiro escritório: Warren and Brandeis
O novo escritório de advocacia eventualmente obteve sucesso, ganhando clientes locais e também dos estados vizinhos. Seus antigos professores lhes encaminharam vários clientes,  garantido à Brandeis mais estabilidade financeira, e permitindo que ele tivesse a liberdade necessária para ter um papel mais ativo nas causas progressistas. 
Como sócio de seu escritório, trabalhou como consultor e conselheiro à negócios específicos. No dia 6 de novembro de 1889, argumentou um caso pela primeira perante a Suprema Corte Federal dos Estados Unidos como representante da empresa ferroviária Wisconsin Central Railroad e venceu. Após esta vitória, foi considerado pelo Juiz Melville Fuller como o melhor advogado que ele conhecia no leste do país. 
"É claro que há uma quantidade imensa de litígios acontecendo e grande parte do tempo dos advogados é dedicado aos litígios. Porém, a maior parte do trabalho feito pelos advogados não é realizado nas cortes e tribunais, mas aconselhando homens nos assuntos importantes e principalmente nos negócios... Assim, alguns dos mais hábeis advogados norte-americanos desta geração, após praticarem como conselheiros profissionais de grandes corporações, finalmente tornaram-se seus próprios gerentes"Original {{{{{língua}}}}}: "Of course there is an immense amount of litigation going on and a great deal of the time of many lawyers is devoted to litigation. But by far the greater part of the work done by lawyers is not done in court at all, but in advising men in important matters, and mainly in business affairs....So, some of the ablest American lawyers of this generation, after acting as professional advisers of great corporations, became finally their managers."
Brandeis, diferente dos advogados ao seu entorno, chamava atenção por rejeitar casos que considerava "ruins". Se ele acreditasse que seu cliente estava errado, tentava convencer seus clientes de repensarem a ação, senão retirava-se do caso. 
O escritório de Brandeis e Warren continua em funcionamento em Boston desde sua fundação em 1879; atualmente é conhecido como Nutter McClennen & Fish.

### Direito à Privacidade
Brandeis definiu as noções modernas do direito individual à privacidade em um artigo inovador publicado junto ao seu colega Warren, no Harvard Law Review  do dia 15 de Dezembro de 1890, "The Right to Privacy". Inspirados pelas suas rejeições de publicidades ofensivas relacionadas à atividade sociais da família de Warren, o artigo sugeriu um novo conceito jurídico que teria influência a longo prazo. Usando diversas analogias com as leis de difamação, de propriedade literária, e de espionagem, Brandeis argumentou que o interesse principal protegido nessas áreas é o interesse pela integridade pessoal e o direito ao esquecimento, que deveriam ser defendidos a não ser por uma questão séria de bem-estar público. Brandeis via emoções como expressões da natureza humana, e então desejava proteção de privacidade às emoções humanas como defesa contra a repressão do espírito humano.
Entre 1888 e 1890, Brandeis e seu sócio, Samuel Warren, escreveram três artigos acadêmicos publicados pelo Harvard Law Review. O terceiro, "The Right to Privacy (o Direito à Privacidade)", foi o mais importante, levando o jurista Roscoe Pound a dizer que ele havia realizado "nada menos do que escrever outro capítulo do nosso Direito" 
Brandeis e Warren discutiram sobre a " fotografia instantânea," uma inovação recente no jornalismo que permitia que os jornais publicassem fotografias e declarações de pessoas físicas sem obter o seu consentimento. Eles argumentaram que os indivíduos privados estavam sendo continuamente prejudicadas e que a prática enfraquecia os "padrões morais da sociedade como um todo.":61 Eles escreveram:
"Que o indivíduo tenha proteção completa em pessoa e em propriedade é um princípio tão velho como a Common Law; mas fez-se necessário, de tempo em tempo, elaborar uma nova definição da natureza e extensão de tal proteção. Mudanças políticas, sociais, e econômicas acarretam um reconhecimento de novos direitos, e a common law, em sua juventude eterna, cresce para atender as demandas da sociedade. A imprensa transgride em todas as direções os limites da propriedade e da decência. Falar da vida alheia não é mais recurso do ocioso e do malicioso, mas virou uma profissão, perseguida com indústria e afronta. Para satisfazer o gosto pruriente, os detalhes de relações sexuais são espalhadas na colunas dos jornais diários... a intensidade e a complexidade da vida, dependente dos avanços da civilização, tornaram necessário alguma forma de retiro do mundo, e o homem, sob a influencia refinada da cultura, tornou-se mais sensível à publicidade, e assim, a solidão e privacidade passam a ser mais essenciais ao indivíduo; mas a indústria e invenção moderna têm, através de invasões de sua privacidade, o sujeitado a incômodos e dores mentais, muito maiores do que poderiam ser causadas por danos físicos."Original {{{{{língua}}}}}: "That the individual shall have full protection in person and in property is a principle as old as the common law; but it has been found necessary from time to time to define anew the exact nature and extent of such protection. Political, social, and economic changes entail the recognition of new rights, and the common law, in its eternal youth, grows to meet the demands of society.  The press is overstepping in every direction the obvious bounds of propriety and of decency. Gossip is no longer the resource of the idle and of the vicious, but has become a trade, which is pursued with industry as well as effrontery. To satisfy a prurient taste the details of sexual relations are spread broadcast in the columns of the daily papers....The intensity and complexity of life, attendant upon advancing civilization, have rendered necessary some retreat from the world, and man, under the refining influence of culture, has become more sensitive to publicity, so that solitude and privacy have become more essential to the individual; but modern enterprise and invention have, through invasions upon his privacy, subjected him to mental pain and distress, far greater than could be inflicted by mere bodily injury."
 Historiador Jurídico, Wayne McIntosh escreveu que "o delito de privacidade de Brandeis e Warren lançou a nação em uma trajetória jurídica de magnitude tão profunda que finalmente transcendeu suas humildes origens.":24 Tribunais e órgãos legislativos estaduais rapidamente absorveram o trabalho de Brandeis e Warren. Em 1905, a Suprema Corte do Estado da Geórgia reconheceu o direito à privacidade em um caso envolvendo fotografias. Em 1909, os estados da Califórnia, Nova York, Pensilvânia, Virgínia, e Utah já haviam passado estatutos estabelecendo este direito. Em 1939, o Instituto de Atualização dos Delitos do American Law Institute, também reconheceu o direito à privacidade na common law. Anos mais tarde, após tornar-se juiz no Supremo Tribunal federal, Brandeis discutiu o direito à privacidade em sua famosa dissidência em Olmstead v. United States.

## Vida Pessoal e Casamento
Em 1890, Brandeis ficou noivo de Alice Goldmark, de Nova York. Tinha, então, 34 anos de idade e tinha sempre dedicado pouco tempo ao namoro. Alice era filha de José Goldmark, médico e irmão do compositor Karl Goldmark, que havia emigrado para os Estados Unidos da Áustria-Hungria após o colapso da Revolução de 1848. Eles se casaram em 23 de Março de 1891, na casa de seus pais, na Cidade de Nova York, em uma cerimônia civil. O casal recém-casado mudou-se para uma casa modesta, em Boston e teve duas filhas; Susan, nascida em 1893, e Elizabeth, nascida em 1896.:72–78
Alice apoiou a decisão de seu marido de dedicar a maior parte do seu tempo a causas púvlicas. A família "vivia bem, mas sem extravagância.":63 Com o sucesso contínuo do seu escritório de advocacia, compraram uma casa de férias em Dedham, onde iriam passar muitos de seus fins de semana e férias de verão. Inesperadamente, a saúde de sua esposa logo se tornou frágil, e assim, além de suas obrigações profissionais, Brandeis considerou necessário para gerenciar os assuntos da família e da casa.

## Brandeis como Progressista
Utilizando-se de sua consciência social, Brandeis tornou-se um dos líderes do movimento Progressista, e usou o direito como instrumento de mudança social. De 1897 a 1916, ele esteve envolvido em várias "cruzadas" diferentes. Ele lutou em Boston para proteger as franquias honestas de transporte rodoviário, e, em 1907, lançou uma luta de seis anos para evitar que o banqueiro J. P. Morgan monopolizasse as ferrovias da Nova Inglaterra. Depois de uma denúncia de fraudes de seguros, em 1906, ele concebeu o plano de Massachusetts para proteger pequenos assalariados através de seguro de vida de bancos de poupança. Em 1910 surgiu como principal figura na investigação Pinchot-Ballinger.
"Podemos ter democracia, ou podemos ter riqueza concentrada nas mãos de poucos, mas não podemos ter os dois"Original {{{{{língua}}}}}: We may have democracy, or we may have wealth concentrated in the hands of a few, but we can't have both.

## Carreira como Promotor Público
Em 1889, Brandeis iniciou uma nova fase de sua carreira jurídica quando o seu sócio, Samuel Warren, retirou-se de sua parceria para assumir o negócio de papéis de seu recém-falecido pai. Brandeis trabalhou nos casos com a ajuda de alguns colegas, dois dos quais tornaram-se sócios de seu novo escritório, Brandeis, Dunbar, e Nutter, em 1897.:82–86
Conquistou sua primeira vitória importante em 1891, quando convenceu o legislativo de Massachusetts a fazer as leis contra o álcool menos restritivas e, portanto, mais razoáveis e praticáveis. Ele sugeriu uma alternativa viável "ao meio termo". Moderando os regulamentos existentes da época, ele argumentou que os incentivos para que a lei fosse quebrada pelos traficantes de álcool seriam removidos pelos legisladores. A nova legislatura foi aprovada com seus argumentos e ampliou o debate nacional sobre a proibição de bebidas alcoólicas.:34–37
Brandeis escreveu que "O direito tem, por toda parte, uma tendência de deixar para trás os fatos da vida". Ele discordava da presunção de que os conceitos jurídicos nunca deveriam ser alterados. Ele trabalhou contra o pensamento jurídico tradicional para fazer leis que atendessem as necessidades da sociedade em evolução.
Parte de seu raciocínio e filosofia em relação à sua atuação como promotor público foi detalhado em seu livro de 1911, The Opportunity in the Law: "O público é frequentemente mal-representado ou completamente sem representação. Isso apresenta uma condição de grande injustiça ao público. Como resultado, vários projetos viram leis que não seriam aprovadas se o interesse público estivesse adequadamente representado... Aqueles de vocês que sentem-se atraídos àquela profissão [política] podem ter certeza que encontrarão nela uma oportunidade de utilidade quase inigualável".
Em um de seus primeiros casos, em 1894, representou Alice N. Lincoln, uma filantropa de Boston reconhecida por defender os pobres. Aparecia em audiências públicas para promover investigações das condições nos abrigos públicos para os pobres. Lincoln havia visitado esses abrigos diversas vezes, e via os abrigados morando na miséria, além de ver os temporariamente desempregados juntos com criminosos e paciêntes mentais. Brandeis dedicou nove meses a 57 audiências públicas, e em uma delas proclamou, "Homens não são maus. Homens são degradados, em grande parte, devido às circunstâncias... É o dever de todo homem... ajudá-los a se recuperar e a sentirem que há alguma esperança para suas vidas". Como resultado das audiências, a administração da política pública em relação aos pobres seria completamente reorganizada.:52–54
Em 1896, liderou a defesa contra uma empresa de transportes de Boston que tentava conseguir concessões dos legisladores do Estado, que a dariam controle sobre o sistema de metro emergente da cidade. Brandeis prevaleceu e os legisladores ratificaram seu projeto de lei.[7]
A batalha contra a empresa de transportes revelou que muitos políticos de Boston tinham colocado seus colegas políticos nas folhas de pagamento das empresas privadas de trânsito. Um vereador deu emprego para 200 de seus apoiadores. Em Boston e em outras cidades, tais abusos eram parte da corrupção em que a propina e o suborno eram comuns". Sempre o moralista", escreveu o biógrafo Thomas Mason, "Brandeis declarou que 'o desgoverno em Boston tinha atingido um ponto "perigoso". Ele declarou que a partir de então ele havia de manter um registro dos bons e dos maus atos políticos, e que seria aberto a todos os eleitores de Boston. Em um de seus discursos, em 1903, ele declarou o seu objetivo: Nós queremos um governo que irá representar o trabalhador, o homem profissional, o homem de negócios, e não o homem do prazer. Queremos um bom governo, não porque seria bom para os negócios, mas por que é desonroso formar um mau-governo. O grande nome, a glória de Boston, está em nossas mãos. Em 1906, Brandeis alcançou outra importante conquista, quando a assembléia legislativa do estado decretou uma medida que ele redigiu, tornando um crime a solicitação por um funcionário público de empregos de serviços públicos regulados ou para um funcionário de uma empresa para oferecer tais favores.
Sua filosofia anti-corrupção foi incluída em seu argumento final no caso Glavis-Ballinger de 1910, onde ele afirmou que o funcionário público "não pode ser digno do respeito e da admiração das pessoas, a menos que eles juntem à virtude da obediência algumas outras virtudes: as virtudes da virilidade, da verdade, da coragem, da vontade de posições de risco, da disposição para arriscar arriscar ser criticado, da disposição para arriscar o desentendimento que vem frequentemente quando as pessoas fazem a coisa heróica.
:251

### Contra os monopólios
Durante a década de 1890 Brandeis começou a questionar o seu ponto de vista em relação ao industrialismo Americano, escreveram Klebanow e Jonas. Ele tornou-se ciente do crescente número de grandes empresas que foram capazes de dominar indústrias inteiras e começou a duvidar que o sistema econômico seria capaz de regulá-las pelo bem-estar público. Como resultado, ele denunciou a "concorrência predatória" se preocupava com os monopólios. Ele também mostrou-se preocupado com a situação dos trabalhadores e apoiou o movimento operário. Suas primeiras batalhas jurídicas já haviam o convencido de que o poder econômico centralizado poderia ter um efeito negativo em uma sociedade livre.
:139
No entanto, ele também reconhecia os limites de tentar acabar com alguns monopólios, percebendo que isto poderia levar à colusão entre as empresas menores:{{Quote|3=We intend to do away with the conditions that make for monopoly. But there are certain monopolies that we cannot prevent. I understand that the steel trust is not an absolute monopoly, but if it were, what would be the use of splitting up the steel trust into companies controlled by Morgan, Carnegie, and Rockefeller, say? Would it ameliorate conditions at all? Would it make prices lower to the consumer?-the wages and the conditions higher to the worker? Don't you suppose that these three fellows would agree on prices and methods unofficially?|texto=Intendemos sempre livrar-nos das condições que permitem o monopólio. Porém, há certos monopólios que não podemos prevenir. Eu reconheço que a indústria de aço não é um monopólio absoluto, mas se fosse, de que seria útil dividir as empresas entre o Morgan, Carnegie, e Rockefeller, por exemplo? Melhoraria as condições? Abaixaria os preços para o consumidor? - as condições e salários seriam mais altos? Você não supõe que esses três camaradas iriam concordar secretamente os preços e estratégias?

### Contra as Grandes Corporações
Brandeis foi se tornando cada vez mais consciente de, e hostil às corporações que traziam a tradição da grandeza à indústria e finança dos Estados Unidos. Ele argumentava que grandeza entrava em conflito com a eficiência, acrescentando uma nova dimensão ao Movimento da Eficiência da Era Progressiva. Em 1895, ele já havia apontado os danos que as grandes empresas poderiam causar à concorrência, aos clientes e aos seus próprios trabalhadores. O crescimento da industrialização estava criando enormes empresas que ele sentia ameaçar o bem-estar de milhões de Americanos. Embora o Sherman AntiTrust Act foi promulgado em 1890, ele apenas foi aplicado no século XX. Em sua opinião,

"O público é frequentemente mal-representado ou completamente sem representação. Isso apresenta uma condição de grande injustiça ao público. Como resultado, vários projetos viram leis que não seriam aprovadas se o interesse público estivesse adequadamente representado... Aqueles de vocês que sentem-se atraídos àquela profissão [política] podem ter certeza que encontrarão nela uma oportunidade de utilidade quase inigualável."Original {{{{{língua}}}}}: "The public is often inadequately represented or wholly unrepresented. That presents a condition of great unfairness to the public. As a result, many bills pass in our legislatures which would not have become law if the public interest had been fairly represented... Those of you who feel drawn to that profession may rest assured that you will find in it an opportunity for usefulness probably unequaled. There is a call upon the legal profession to do a great work for this country."
Em 1910 Brandeis percebeu até os líderes do governo, incluindo o Presidente Theodore Roosevelt, estavam começando a questionar o valor das políticas antitruste. Alguns especialistas financeiros pensavam que nada poderia prevenir a concentração da indústria e, portanto, os grandes negócios eram inevitáveis.:76 Como resultado, líderes do governo como Roosevelt começaram a "regular", mas sem limitar, o crescimento e o funcionamento dos monopólios corporativos, apesar de Brandeis insistir na contenção ou retardação do crescimento das empresas. Ele tinha certeza de que os monopólios e trustes não eram "nem inevitáveis, nem desejáveis." Em apoio à Brandeis, estavam o candidato presidencial William Jennings Bryan e Robert M. La Follette Sr., senador do Wisconsin.

"Nós queremos um governo que irá representar o trabalhador, o homem profissional, o homem de negócios, e não o homem do prazer. Queremos um bom governo, não porque seria bom para os negócios, mas por que é desonroso formar um mau-governo. O grande nome, a glória de Boston, está em nossas mãos."Original {{{{{língua}}}}}: "We want a government that will represent the laboring man, the professional man, the businessman, and the man of leisure. We want a good government, not because it is good business but because it is dishonorable to submit to a bad government. The great name, the glory of Boston, is in our keeping."
Brandeis também negou que grandes fundos financeiros foram mais eficientes do que as pequenas empresas que foram forçadas à falência. Ele argumentou o contrário - que muitas vezes, as empresas em monopólios tornam-se "menos inovadoras, pois suas posições seguras as libertaram da necessidade, que sempre foi a mãe da invenção".
Ele explicou que não havia como um executivo aprender todos os detalhes de funcionamento de um grande e complicado negócio. "Há um limite para o bem que um homem pode fazer", ele escreveu. Brandeis estava ciente das economias de escala e dos preços inicialmente mais baixos oferecidos por empresas em crescimento, mas ele observou que, depois de uma grande empresa derrotar sua concorrência, "a qualidade de seus produtos tende a piorar, enquanto os preços cobrados por eles tendem a aumentar." Essas empresas iriam se tornar "dinossauros desajeitados, que, se alguma vez tivessem de enfrentar uma real concorrência, entrariam em colapso por si próprias". Em um discurso para o Economic Club de Nova York em 1912, ele disse:
"Aprendemos há muito tempo atrás que a liberdade apenas poderia ser preservada com a limitação da liberdade de ação dos indivíduos; que caso contrário a liberdade levaria necessariamente ao absolutismo; e da mesma forma que aprendemos que a não ser que haja regulamentação da concorrência, seus excessos levarão à destruição da concorrência, e o monopólio tomará seu lugar."

### Contra o Consumo em Massa
Um dos principais temas tratados por Brandeis foi o conflito que ele viu entre os valores do século XIX, com a sua cultura de pequenos produtores, e uma emergência do século XX, a era de grandes negócios e consumismo em massa pela sociedade. Brandeis era hostil ao novo consumismo. Embora ele próprio fosse milionário, Brandeis não gostava de pessoas ricas praticantes do consumo conspícuo ou da ostentação. Ele fazia poucas comprar, e, ao contrário de seus amigos ricos, que possuíam iates, ele se contentava com a sua canoa.
Ele odiava a publicidade, que ele dizia "manipular" os consumidores. Ele percebeu que os jornais e revistas eram dependentes de publicidade, o que os tornavam "menos livre" do que deveriam ser. Ele dizia também que os anunciantes também prejudicavam a tradicional relação entre os consumidores e as empresas. Ele pediu aos jornalistas para "ensinar o público a ver cada artigo anunciado com desconfiança,", de modo que eles não sofram com as técnicas manipuladoras de marketing por grandes empresas.

## O "Advogado do Povo"

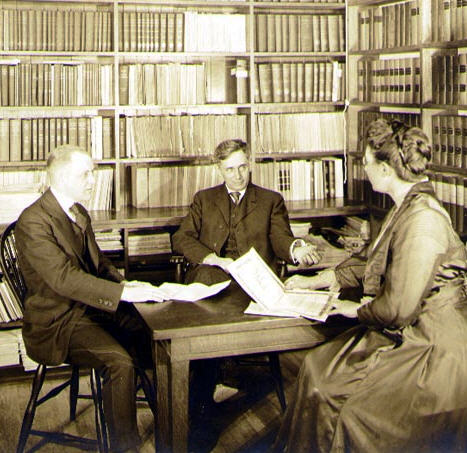
Brandeis em seu escritório, 1916

Brandeis estava sendo chamado de "advogado do povo." Ele não aceitava mais pagamentos pelo seu trabalho em casos de "interesse público", mesmo quando era necessário aparecer diante de juízes, de comissões legislativas, ou agências administrativas. Ele começou a dar a sua opinião escrevendo artigos de revista, fazendo discursos, ou ajudar a formar grupos de interesse. Insistia em trabalhar pro bono para que ele pudesse tratar abertamente dos assuntos mais amplos envolvidos nos casos.
Em um discurso aos alunos de direito de Harvard, ele sugeriu que eles devessem tentar servir o povo:
"Ao invés de assumir posições de independência, entre os ricos e o povo, preparados para limitar os excessos de ambos os lados, os advogados mais hábeis tornaram-se adjuntos de grandes empresas e negligenciam a obrigação de usarem seus poderes para a proteção do povo. Escutamos muito falar do "advogado corporativo", e muito pouco do "advogado do povo". A grande oportunidade da ordem dos advogados Americana é e será de posicionar-se como já foi feito no passado, pronta para protejer os interesses do povo."

### Desenvolvimento do Novo Sistema de Seguro de Vida
Em Março de 1905, tornou-se advogado de um comitê de segurados da Nova Inglaterra. Eles estavam preocupados que sua seguradora de vida, envolvida em vários escândalos, iria declarar falência e os segurados perderiam seus investimentos e seguros.
Ele passou o ano seguinte estudando a indústria de seguros de vida, e frequentemente escrevia artigos e dava discursos sobre suas descobertas, descrevendo suas práticas como "roubo legalizado". Em 1906, ele concluiu que o seguro de vida era um "mau negócio para a grande maioria dos segurados," devido principalmente à ineficiência da indústria.  Ele também descobriu que existia uma pequena cláusula nas apólices de trabalhadores com baixos salários que permitia que seus planos fossem anulados com o não pagamento de uma parcela, que por conta disso, um de cada oito segurados eram beneficiados, gerando grandes lucros às seguradoras.
Brandeis, em seguida, conseguiu uma quantidade enorme de apoio, em Massachusetts, para sua campanha de educação ao público. Seus esforços, com a ajuda de empresários progressistas, reformadores sociais e sindicalistas, levou à criação de um novo sistema "bancário de poupança e de seguro de vida". Em Março de 1907, A Liga dos Bancos de Poupança e de Seguros tinha de 70.000 membros e Brandeis já aparecia regularmente nos jornais.:164 Em seguida, ele convenceu o antigo governador Republicano à se tornar presidente da liga. Brandeis elaborou seu próprio projeto de lei, e, três meses mais tarde, a "Medida de poupança e seguros" foi ratificada em lei." Ele chamou o projeto de "uma de minhas maiores conquistas" e manteve um olhar atento sobre ele.

### Prevencão do Monopólio Ferroviário de J.P. Morgan
Embora ainda envolvido com a indústria de seguros de vida, ele assumiu o compromisso com outro interesse público: a luta para impedir a maior empresa ferroviária da Nova Inglaterra, a New Haven, de ganhar o controle de sua principal concorrente, o Boston & Maine. Teve a oposição mais poderosa que já havia enfrentado, do estabelecimento jurídico de Boston, e de grandes banqueiros da State Street. A New Haven estava sob o controle de J. P. Morgan, o "mais poderoso de todos os banqueiros Americanos, e provavelmente a mais figura mais dominante da história dos negócios norte-Americanos.”
J. P. Morgan adotou uma política de expansão através da aquisição de muitos de seus concorrentes para fazer da New Haven uma única rede ferroviária. Em junho de 1907, Brandeis foi procurado pela Boston & Maine para apresentar lhes representar no caso, no qual, novamente, insistiu em trabalhar sem pagamento, "deixando-o livre para agir como ele achasse melhor.”
Após meses de intensa pesquisa, Brandeis publicou um livreto de setenta páginas no qual ele argumentava que as aquisições pela New Haven estavam colocando a sua própria condição financeira em risco, e previu que, dentro de alguns anos, ele seria forçado a cortar seus dividendos ou tornar-se insolvente. Ele falou publicamente aos cidadãos de Boston que a New Haven "procurava monopolizar o transporte da Nova Inglaterra." Ele logo encontrou-se sob graves críticas não apenas da New Haven, mas também de muitos jornais, revistas, câmaras de comércio, banqueiros, e professores de faculdade. "Eu fiz", ele escreveu a seu irmão, "mais inimigos do que em todas as minhas brigas anteriores juntas.”
Mas, em 1908, a proposta de fusão da New Haven recebeu “diversos belos golpes”. Entre eles, o Supremo Tribunal do Massachussets julgou que a New Haven tinha agido de forma ilegal durante as aquisições anteriores. Brandeis se reuniu duas vezes com o Presidente Theodore Roosevelt, que convenceu o Departamento de Justiça dos EUA a processar a New Haven por violações antitruste. Em uma audiência na frente da Interstate Commerce Commission (Comissão de Comércio Interestadual), em Boston, o presidente da New Haven "admitiu que a estrada de ferro tinha mantido um flutuante fundo de lama que foi usado para fazer 'doações' para os políticos que colaboraram.”
Em poucos anos, as finanças da New Haven entraram em colapso, como Brandeis havia previsto. Na primavera de 1913, o Departamento da Justiça dos Estados Unidos lançou uma nova investigação, e no ano seguinte, a Interstate Commerce Commission acusou a empresa New Haven de "extravagância e a corrupção política por seu conselho de administração, com falta de cumprimento do dever.” Consequentemente, a New Haven desistiu de sua luta pela expansão e descartou suas ações em Boston e no Maine e vendeu suas recentes aquisições de concorrentes. Mason descreve que, "depois de nove anos de batalha contra uma poderosa corporação ... e em face de uma longa, dura campanha de abuso pessoal e difamação, Brandeis mais uma vez prevaleceu com sua causa.” Um jornal descreveu Brandeis em 1914 como alguém "cujas profecias de desastre para a empresa ferroviária têm sido perfeitamente justificadas”.

## Defendendo as Leis Trabalhistas com o "Brandeis Brief"
Em 1908, ele escolheu representar o estado de Oregon , no caso de Müller versus Oregon, no Supremo Tribunal dos Estados Unidos. A questão era a constitucionalidade de leis impondo limites às horas de trabalho de mulheres. Naquela época, qualquer intervenção do estado em relação à salários ou horas de trabalho era considerado uma "violação inadmissível da liberdade de contrato" entre os empregadores e os trabalhadores.
Porém, Brandeis havia descoberto que nos casos anteriores do Supremo Tribunal, os termos de contrato poderiam ser limitados se o contrato tivesse "um relação real ou substancial em relação à saúde pública ou assistência social". Ele decidiu que a melhor maneira de apresentar o caso seria demonstrando, através de uma abundância dados de locais de trabalho, "uma clara ligação entre a saúde e valores morais das trabalhadoras" e suas horas de trabalho. Para fazer isso, ele apresentou o que tornou-se conhecido como o "Brandeis Breif." Era consideravelmente mais curto do que os pareceres jurídicos tradicionais, apesar de conter mais de cem de páginas de documentação, incluindo relatórios médicos de assistentes sociais, observações de inspetores de fábricas, e outros depoimentos de especialistas, que, juntos, mostraram uma preponderância de evidências de que "Era destrutivo para a saúde e a moral das mulheres trabalhar longas horas.”
A estratégia funcionou, e a lei do Oregon foi confirmada. David Brewer creditou Brandeis por ter demonstrado "uma crença generalizada de que a estrutura física da mulher e as funções que ela desempenha ... justificam leis especiais." Thomas Mason escreve que, após o Supremo Tribunal Federal ratificar a lei do salário mínimo em Oregon, Brandeis “tornou-se um líder na defesa das leis trabalhistas".  Como o Juiz Douglas escreveu anos depois, "Brandeis geralmente tomava o lado dos trabalhadores; ele colocava a causa deles em nobres palavras e os méritos de suas reivindicações com clareza determinante.”

### O "Brandeis Brief"
Amplamente conhecido como “o advogado do povo," Brandeis foi pioneiro do trabalho pro bono e foi um verdadeiro reformador. Brandeis também foi o primeiro a citar comentários jurídicos em pareceres e opiniões como juiz. Em 1907, ele foi pioneiro de um novo tipo de documento legal, através do "Brandeis breif.” Incluía três páginas de citações jurídicas tradicionais, e mais de cem páginas inovadoras de artigos, relatórios governamentais, e outras referências. Era repleto de investigações social e de dados para demonstrar o interesse público em uma limitação de dez horas na jornada de trabalho das mulheres. O parecer revelou-se determinante para o caso Müller versus Oregon, que foi a primeira decisão do Supremo Tribunal federal a aceitar a legitimidade de uma análise científica das condições sociais além das questões legais envolvidas no caso.
De acordo com historiador do direito Stephen Powers, o "chamado" Brandeis Breif " tornou-se um modelo para o litígio progressista," tomando em consideração realidades sociais e históricas, ao invés de incluir apenas o resumo dos princípios gerais. Ele acrescenta que Brandeis teve "um impacto profundo sobre o futuro da profissão de advogado", pela aceitação de uma mais ampla base de informações jurídicas. John Vile acrescenta que este novo "Brandeis Breief" era cada vez mais utilizado, principalmente no caso Brown v. Board of Education, em 1954, que pôs fim à segregação racial nas escolas públicas.

## Apoio ao Presidente Wilson

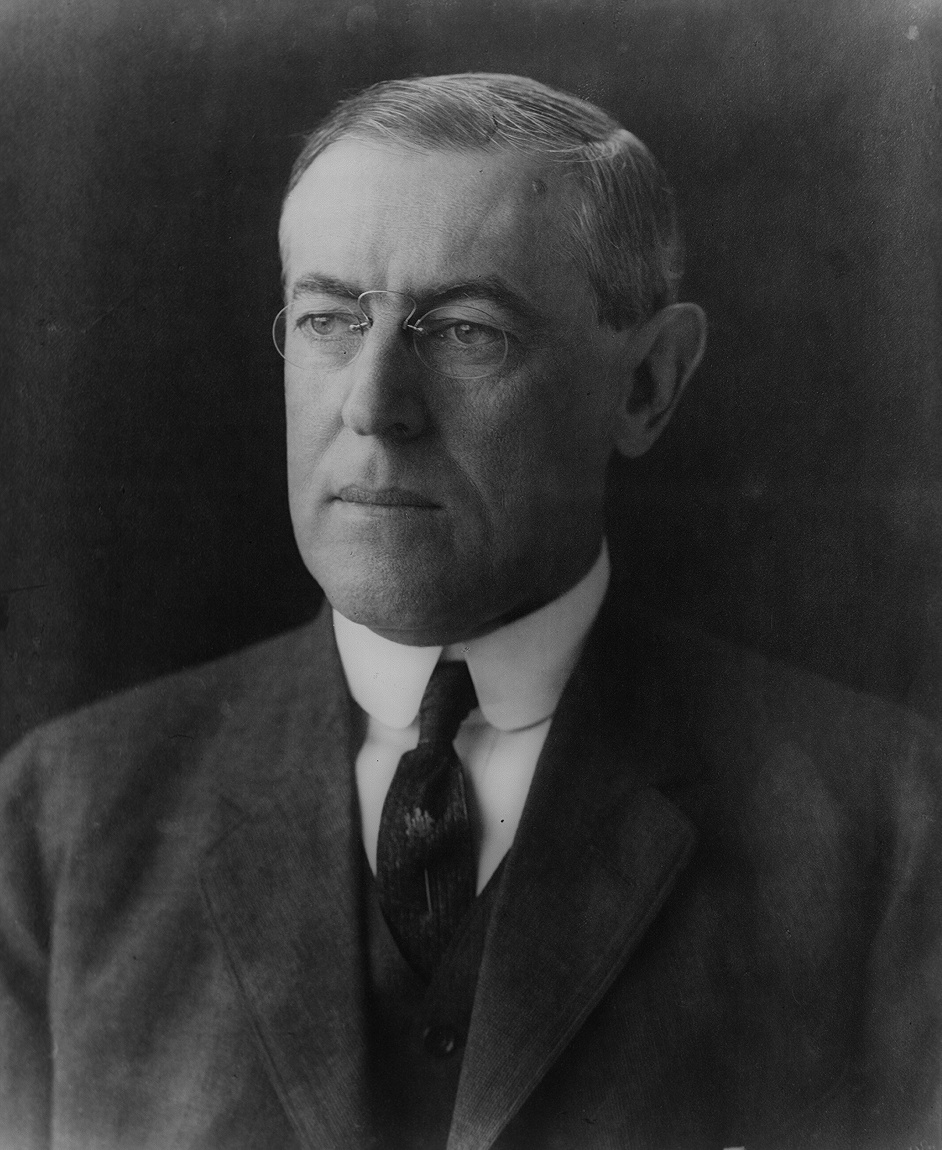
Woodrow Wilson, 1912

As posições de regulamentação das grandes corporações e dos monopólios de Brandeis foram incorporadas à campanha presidencial de 1912. O candidato democrata Woodrow Wilson as tornou questões prioritárias, como parte de um debate maior sobre o futuro do sistema econômico nacional e o papel do governo. Enquanto o candidato Partido Progressista, Theodore Roosevelt sentia que os fundos financeiros eram inevitáveis e deveriam ser regulamentados, Wilson e seu partido pretendiam "destruir as relações de confiança", acabando com privilégios especiais, tais como tarifas protecionistas e de práticas comerciais desleais.
Brandeis, embora originalmente Republicano, associou-se ao partido Democrata e pediu que seus amigos e associados se juntassem a ele. Brandeis e Wilson encontraram-se pela primeira vez em uma conferência privada, em Nova Jersey, na qual passaram três horas discutindo questões econômicas. Brandeis deixou o encontro como “admirador confirmado" de Wilson, quem afirmou provável de se tornar um “presidente ideal." Wilson, posteriormente, começou a usar o termo "concorrência regulada," conceito que Brandeis tinha desenvolvido, e a tornou essencial à sua campanha. Em setembro daquele ano, Wilson pediu à Brandeis que estabelecesse explicitamente como a concorrência pode ser regulada de forma eficiente.
Brandeis assim o fez, e depois da vitória de Wilson em novembro, ele disse à Brandeis, "Você foi uma grande parte da vitória." Wilson considerou a indicação de Brandeis, primeiro à Procurador-Geral e, mais tarde, à Secretário de Comércio, mas recuou depois de protestos de executivos das empresas que Brandeis havia oposto em batalhas judiciais. Wilson concluiu que Brandeis seria uma figura demasiada controversa para o seu gabinete. 
No entanto, durante o primeiro ano de Wilson como presidente, Brandeis foi instrumental na formação do novo Federal Reserve Act, a lei que criou o sistema do Federal Reserve.  Seus argumentos tinham sido decisivos para quebrar diversos impasses em questões bancárias. Wilson apoiava as propostas de Brandeis e as do Secretário de Estado William Jennings Bryan; ambos achavam que o sistema bancário precisava ser democratizado e a moeda deveria ser emitida e controlada pelo governo.  Convenceram o Congresso a aprovar o Federal Reserve Act , em dezembro de 1913.

## Nomeação ao Supremo Tribunal
Em 28 de janeiro de 1916, Wilson surpreendeu o país através da nomeação de Brandeis à juiz da Suprema Corte dos Estados Unidos. Sua indicação foi duramente questionada e criticada pelos Republicanos conservadores, incluindo o ex-presidente William Howard Taft, quem teve sua reputação ferida por Brandeis em litígios anteriores. Mais oposição veio de outros juristas, incluindo o ex-Procurador-Geral George W. Wickersham e ex-presidentes da Associação Americana de advogados, como o ex-Senador e Secretário de Estado Elihu Root de Nova York, quem alegou que Brandeis seria "impróprio" para servir na Corte Suprema.
A controvérsia em torno da nomeação de Brandeis foi tão grande que o Comitê Judiciário do Senado, pela primeira vez em sua história, realizou uma audiência pública sobre a nomeação, permitindo que as testemunhas comparecessem perante o comitê e oferecessem testemunho, tanto em apoio quanto em oposição à confirmação de Brandeis. Enquanto alguns nomeados para o Supremo Tribunal anteriores haviam sido confirmados ou rejeitados por uma simples votação no plenário do Senado, muitas vezes no mesmo dia em que o Presidente tinha enviado a nomeação para o Senado, um período sem precedentes de quatro meses transcorreram entre a nomeação pelo presidente Wilson e a votação de confirmação final pelo senado.
O que os adversários mais protestavam era o seu "radicalismo." O Wall Street Journal escreveu de Brandeis, "Em todos os movimentos anti-corporação do passado, um nome se destaca... onde os outros foram radicais, ele foi raivoso.” E o New York Times afirmou que, depois de ter se destacado como "reformador" por tantos anos, lhe faltaria o "imparcial temperamento que é exigido de um juiz.” O Juiz William O. Douglas, muitos anos mais tarde, escreveu que a nomeação de Brandeis “assustou o Estabelecimento", por ele ter sido "um militante defensor da justiça social.”
De acordo com o historiador Scott Powe, muito da oposição à nomeação de Brandeis também surgiu de um "flagrante anti-semitismo”. Taft acusaria Brandeis de usar o seu Judaísmo para se beneficiar de favores políticos, e Wickersham referir-se-ia aos apoiadores de Brandeis (e críticos de Taft), como "um bando de baderneiros hebraicos.”  O Senador Henry Cabot Lodge em particular se queixou de que "Se não fosse Brandeis um Judeu e, sobretudo um Judeu alemão, ele nunca teria sido nomeado”.
Porém, os que eram à favor de vê-lo ingressar no tribunal foram tão numerosos e influentes quanto os opositores. Apoiadores incluíam advogados, assistentes sociais, e reformadores com quem ele já havia trabalhado, e eles testemunharam com empenho à favor de Brandeis. O professor de direito de Harvard, Roscoe Pound, disse à comissão que "Brandeis era um dos grandes advogados", e previu que ele seria um dia considerado "como o melhor à ocupar um assento do Supremo Tribunal federal." Outros advogados que o apoiaram chamaram atenção ao fato que ele "havia irritado alguns de seus clientes com o seu esforço consciente de ser justo para ambos os lados em seus casos.”
Em Maio, quando o Comitê Judiciário do Senado pediu ao Procurador-Geral para apresentar as letras de apoio que tradicionalmente acompanhavam a nomeação de um Juiz do Supremo Tribunal, foi descoberto que não havia nenhum. O Presidente Wilson havia o nomeado na base de conhecimento pessoal. Em resposta ao Comitê, o Presidente Wilson escreveu uma carta ao presidente do comitê, o Senador Charles Culberson, testemunhando pessoalmente que o candidato possuía o caráter e as habilidades necessárias para desempenhar a função. Ele escreveu,

“Eu não posso expressar o quão imparcial, impessoal, ordenado, e construtivo é o seu pensamento, seus raros poderes analíticos, sua profunda empatia humana, seu profundo conhecimento das raízes históricas de nossas instituições e de seus espíritos, ou as diversas comprovações de estar incorporado aos ideais de justiça e igualdade Americanos; sua sabedoria das condições atuais econômicas e seus efeitos nas massas, ou sua genialidade em reunir as pessoas em ações comuns e harmoniosas, com o olhar de franqueza e bondade em seus olhos, quem antes teriam sido antagonistas fervorosos.”
Um mês mais tarde, no dia primeiro de junho de 1916, o Senado oficialmente confirmou a sua nomeação, pelo voto de 47 a 22. Quarenta e quatro Senadores democratas e três Republicanos (Robert La Follette, George Norris, e Miles Poindexter) votaram a favor da confirmação de Brandeis. Vinte e um Senadores Republicanos e um Democrata (Francis G. Newlands) votaram contra a sua confirmação.
Uma vez no Tribunal, Brandeis manteve-se politicamente ativo, mas trabalhou nos bastidores, como era aceitável na época. Ele foi conselheiro à Franklin Roosevelt durante o New Deal, através de intermediários. Muitos dos seus discípulos realizariam trabalhos influentes, principalmente no Departamento de Justiça. Brandeis muitas vezes colaborou com Felix Frankfurter em questões políticas.

## Principais Casos

### Gilbert v. Minnesota (1920) – Liberdade de expressão
Havia um forte movimento conservador nos EUA durante o início da Primeira Guerra Mundial e nos anos 1920, e esse conservadorismo se refletiu nas decisões do Supremo Tribunal federal. Tanto Brandeis quanto o Juiz Oliver Wendell Holmes Jr., constantes dissidentes, se tornaram conhecido por desafiar constantemente o ponto de vista da maioria. No entanto, ambos aprovaram medidas restritivas na decisão do caso Schenck v. Estados Unidos, em 1919, e o pro-esterilização na decisão do caso Buck v. Bell em 1927. Essas dissidências foram mais marcantes nos casos que lidavam com a liberdade de expressão e direitos dos casos nos quais os réus haviam manifestado oposição ao projeto militar. o Juiz Holmes desenvolveu o conceito do "claro e presente perigo", como o teste de qualquer restrição sobre o discurso de um réu. Tanto Holmes quanto Brandeis usaram esta doutrina em outros casos. Vile aponta que Brandeis foi "impulsionado pelo seu apreço pela democracia, a educação, e o valor da liberdade de expressão, e continuou a argumentar vigorosamente à favor ... da liberdade de expressão, mesmo em tempos de guerra, pelo seu valor educacional e pela importância para a democracia.” E de acordo com o historiador John Raeburn Green, a filosofia de Brandeis teria influenciado o Juiz Holmes, e escreve que “ a conversão do Juiz Holmes a um profundo apreço à liberdade de expressão ... pode ter ocorrido em 1919, e ter coincidido a influência do Juiz Brandeis.”
Um desses casos foi Gilbert v. Minnesota (1920), que tratou de uma lei estadual que proibia a interferência com os processos de recrutamento militares. Em sua opinião divergente, Brandeis escreveu que o estatuto afetaria "os direitos, privilégios e imunidades do cidadão dos Estados Unidos; e o priva de uma parte importante da sua liberdade. ... O estatuto invade a privacidade e a liberdade da casa. Pai e mãe não podem seguir os princípios de suas crenças religiosas, de consciência ou de convicção, e ensinar o filho ou a filha a doutrina do pacifismo. Se o fizerem, qualquer policial poderá efetivamente prendê-los.”
O autor jurídico Ken Gormley, diz que Brandeis "tentava introduzir uma noção de privacidade que estivesse ligado de alguma forma à Constituição...e que trabalharia em conjunto com a Primeira Emenda para garantir a liberdade de expressão entre as paredes de tijolo do domicílio dos cidadãos”. Em 1969, em Stanley v. Geórgia, O Juiz Marshall conseguiu vincular o direito à privacidade à liberdade de expressão e tornando-a parte da estrutura constitucional, citando a dissidência de Brandeis no caso Olmstead e sua concordância no caso Whitney, adicionando suas próprias conclusões do caso sendo julgado, que lidava com a questão de ver pornografia em casa:
“Já é reconhecido que a Constituição protege o direito de receber informações e ideias... Se a Primeira Emenda significa alguma coisa, é que um Estado não tem o direito de dizer a um homem, sentado sozinho em sua própria casa, quais os livros que ele lê ou que filmes que ele pode assistir. Todo o nosso patrimônio cultural se rebeldia contra a ideia de dar ao governo o poder de controlar a mente do homem… A Geórgia confirma o direito de proteger a mente do indivíduo dos efeitos da obscenidade. Nós não estamos certos de que este argumento leva a nada mais do que conclusão de que o estado tem o direito de controlar o conteúdo moral do pensamento de uma pessoa.”

### Whitney v. California (1927) – Liberdade de expressão
O caso de Whitney v. California foi importante também por causa das opiniões concordantes dos dois Juízes Brandeis e Holmes. Tratava de um caso no qual uma mulher era acusada de ajudar o Partido Trabalhista Comunista, uma organização que supostamente promovia a violência para derrubar o governo. Em suas opiniões para sustentar a condenação, ampliaram a definição de "claro e presente perigo" para incluir a condição de que o "mal é tão iminente que pode acontecer antes que haja oportunidade para uma discussão completa”. De acordo com o historiador Anthony Lewis, os acadêmicos têm elogiado a opinião de Brandeis "como, talvez, a maior defesa da liberdade de expressão já escrita por um juíz do supremo tribunal". Em seus pareceres concordante, eles escreveram:
“Medo de sérios danos não podem justificar a restrição da liberdade de expressão ou de reunião. Os homens temiam bruxas e queimaram mulheres. É a função da liberdade de expressão libertar homens da prisão de medos irracionais… Aqueles que conquistaram nossa independência por via de revolução não era covardes. Não temiam mudanças políticas. Não exaltavam a ordem ao custo da liberdade.”

### Olmstead v. United States (1928) – Direito à Privacidade
Em sua amplamente citada opinião discordante no caso Olmstead v. United States (1928), Brandeis se baseou nas ideias que ele havia desenvolvido em seu artigo de 1890 do Harvard Law Review, "O Direito à Privacidade." Mas na sua opinião dissidente, ele mudou o foco, fazendo dos assuntos de privacidade pessoal mais relevantes ao direito constitucional, dizendo que "o governo [foi] identificado ... como um potencial invasor da privacidade." Em questão no caso Olmstead estava o uso de grampos tecnológicos para reunir provas. Referindo-se a este "negócio sujo", ele então tentou combinar as noções de direito privacidade civil com o "direito de ser deixado em paz” e com os direitos garantidos pela Quarta Emenda, que não permitia buscas e apreensões não razoáveis. Brandeis escreveu em sua longa dissidência:
“Os escritores de nossa constituição se esforçaram para assegurar condições favoráveis, à busca pela felicidade. Eles reconhecerem a importância da natureza espiritual do homem, de seus sentimentos e de seu intelecto. Eles sabiam que apenas parte da dor, do prazer, dos prazeres e satisfações da vida vinham de coisas materiais. Procuravam proteger os Americanos em suas crenças, seus pensamentos, suas emoções, e suas sensações. Impuseram ao governo o direito de ser deixado em paz - o mais compreensivo dos direitos e o mais valorizado pelo homem civilizado.
Nos anos seguintes, seus conceitos de direito à privacidade ganharam poderosos discípulos que fizeram referência ao seu voto dissidente: o Juiz Frank Murphy, em 1942, usou o seu artigo na Harvard Law Review ao escrever um parecer no Tribunal; posteriormente, o juiz Felix Frankfurter se referiu à Quarta Emenda como a "proteção do direito de ser deixado em paz", como no caso de 1947 United States v. Harris, onde a sua opinião uniu os discursos de James Otis, James Madison, John Adams, e a opinião de Brandeis do caso Olmstead, proclamando o direito à privacidade como “uma prioridade na Declaração dos Direitos Americana”
Novamente, cinco anos mais tarde, o Juiz William O. Douglas declarou abertamente que ele estava errado anteriormente em relação à sua tolerância por escutas telefônicas e escreveu: "eu, agora, aprecio mais plenamente o vício das práticas geradas por Olmstead ... eu agora sinto que eu estava errado ... Justice Brandeis, em sua dissidência no caso Olmstead abraçou a causa da privacidade, o direito a ser deixado em paz. O que ele escreveu é uma declaração histórica daquele ponto de vista. Eu não posso melhorá-la." Em 1963, o Juiz William J. Brennan, Jr. juntou esses pareceres mencionados, tomando a posição de que “o ponto de vista Brandeis", já teria se estabelecido como parte da tradição jurídica norte-Americana.
Wayne McIntosh escreveu que "o espírito, se não a pessoa, de Louis Brandeis, continuou a estimular a mutação constitucional do direito à privacidade." Estas influências têm-se manifestado em decisões importantes relacionadas a tudo desde o direito ao aborto, à eutanásia. Casos que lidavam com a divulgação de informação relacionada à anticoncepcionais expandiram sobre as ideias de Brandeis incluindo o corpo de uma pessoa, e não apenas sua personalidade, como parte de seu direito à privacidade. No caso de Roe v. Wade, um dos mais polêmicos e politicamente significativos da história do Supremo Tribunal dos Estados Unidos, o Tribunal escreveu: "Este direito à privacidade ... é amplo o suficiente para abranger uma decisão da mulher se quer ou não interromper a gravidez.”

### Packer Corporation v. Utah (1932) – Audiência Cativa e Liberdade de expressão
No caso Packer Corporation v. Utah (1932), de Brandeis promoveu uma exceção ao direito de liberdade de expressão. A decisão unânime do Tribunal superior, liderada por Brandeis, fez uma clara distinção entre a publicidade colocada em jornais e revistas, e aqueles colocados em outdoors públicos. O caso foi importante por tratar um conflito entre os direitos da Primeira Emenda com o direito à privacidade público, e desenvolveu a teoria da “audiência cativa”. O parecer de Brandeis avançava os interesses de privacidade:
“As propagandas deste tipo estão constantemente diante dos olhos de observadores nas ruas e nos carros para serem vistos sem o exercício da escolha ou a volição de suas partes. Outras formas de publicidade são normalmente vistos como uma questão de escolha por parte do observador. Os jovens e os adultos têm a mensagem do outdoor imposta por todas as artes e dispositivos que podem ser produzidos. No caso de jornais e revistas, deve haver alguma busca por parte de quem vê e lê o anúncio. O rádio pode ser desligado, mas não o painel de rua nem cartaz de carro.”

## Casos Durante oNew Deal
Ao lado de Benjamin Cardozo e Harlan F. Stone, Brandeis foi considerado parte da ala liberal do tribunal - denominada de “Três Mosqueteiros” - que opuseram os  “Quatro Cavalheiros” conservadores durante a presidência de Franklin Delano Roosevelt e a sua política conhecida como New Deal.

### Louisville v. Radford (1935) – Limitando os poderes presidenciais
Nos anos finais de sua carreira, assim como os outros Juízes do Tribunal de justiça, "inicialmente ele lutou contra o New Deal de Franklin D. Roosevelt, que ia contra tudo que Brandeis já havia pregado em relação aos conceitos de 'grandeza' e 'centralização' no governo federal." No caso Louisville v. Radford (1935), ele falou em nome da corte, unanima, declarando o ato Frazier-Lemke anticonstitucional. O ato impedia bancos donos de hipotecas de embargarem as propriedades por cinco anos, forçando os agricultores a continuarem a realizarem pagamentos baseados numa agenda estabelecida por ordem judicial. "A Quinta Emenda", declarou, “ordena que por maior que seja a necessidade da Nação, a propriedade privada não deve ser tomada sem justa indenização.”

### Schechter Poultry Corp. v. United States (1935) – NIRA anticonstitucional
No caso Schechter Poultry Corp. v. United States (1935), o Tribunal também votou, por unanimidade, para declarar a National Industrial Recovery Act (NIRA; Ato nacional de recuperação industrial) anticonstitucional, alegando que dava ao presidente “poder ilimitado" para legislar como achasse necessário para a recuperação econômica. John Steele Gordon escreve que o National Recovery Administration (NRA; Administração de recuperação nacional) foi "a primeira iteração do New Deal por Roosevelt ... essencialmente, um cartel do governo para fixar preços e a divisão de mercados ... Esta foi a mudança mais radical na relação entre o governo e a economia privada na história Americana."  O juiz Louis Brandeis, falando aos assessores de Roosevelt, observou que, "É o fim deste negócio de centralização, e eu quero que vocês voltem e digam ao presidente que não iremos permitir que este governo centralize tudo.”
Brandeis também foi contra o plano de inchamento do tribunal de Roosevelt de 1937, que propunha acrescentar um juiz ao Supremo Tribunal para cada membro efetivo que tenha atingido os setenta anos de idade sem se aposentar. "Este foi”, sentiu Brandeis, uma “tentativa velada de mudar as decisões do Tribunal, através da adição de novos membros que seriam adeptos do New Deal”.O historiador Nelson Dawson conclui que "Brandeis ... não foi o único a pensar que o plano de Roosevelt ameaçasse a integridade da instituição.”

### Erie Railroad Co. v. Tompkins (1938) – Leis Estaduais contra as Federais
Sua última opinião jurídica mais importante foi também um dos mais importantes de sua carreira. Em Erie Railroad Co. v. Tompkins (1938), o Supremo Tribunal debateu se os juízes federais aplicariam a lei estadual ou a "lei geral” federal, quando as partes de uma ação judicial forem de estados diferentes. Escrevendo para o Tribunal, Brandeis anulou a doutrina de noventa e seis anos do caso Swift v. Tyson (1842), e considerou que não havia um  “direito federal comum" nos casos que envolvem jurisdições diferentes. Esse conceito tornou-se conhecido como a doutrina Erie. Ao aplicar a doutrina Erie, os tribunais federais agora deveriam conduzir uma análise jurídica, que geralmente determinava que as leis do estado onde a transação ou dano ocorreram, seriam aplicadas, Jonas escreveu que "Esta decisão se encaixa bem nos objetivos de Brandeis de fortalecer os estados e inverter a tendência de longo prazo da centralização e da grandeza."

## Sionismo
Mais tarde na sua vida, Brandeis também tornou-se um dos líderes do movimento sionista. Participou ativamente na Federação de Sionistas Americanos desde 1912, em resultado de uma conversa com Jacob de Haas, segundo algumas fontes.[56] Seu envolvimento forneceu, ao crescente movimento sionista, um dos homens mais influentes na vida Americana e amigo do próximo presidente. Ele dedicou seus próximos anos à sua nova causa. Com o início da Primeira Guerra Mundial na Europa, a Organização Sionista Mundial perdia forças.[57] Os Judeus Americanos passaram a liderar o movimento através do Comitê Executivo Provisório para Assuntos Sionistas, estabelecido em 20 de Agosto de 1914, com Brandeis como seu presidente.[58] Presidente de 1914 a 1918,  Brandeis tornou-se o líder e representante do Sionismo Americano. Embarcou em uma turnê de palestras no outono e no inverno de 1914-1915 para conseguir mais apoio para a causa Sionista [59]
Diferente da maioria dos Judeus Americanos da época, ele achava que a criação de uma nação Judia seria uma das soluções para o anti-semitismo e a “questão Judia” na Europa e na Rússia, e ao mesmo tempo “reviveria o espírito Judeu”. Ele explicou porque achava o Sionismo tão importante em um discurso famoso dado à Conferência de Rabinos Reformistas em Abril de 1915.[59]
“Os Sionistas buscam estabelecer um lar na Palestina porque estão convencidos que o desejo imortal dos Judeus pela Palestina é um fato de mais profunda importância; é uma manifestação da luta pela existência de um povo antigo que estabeleceu seu direito à vida, um povo cuja civilização de três mil anos produziu fé, cultura, e individualidade, que a permite contribuir enormemente no futuro, como o fez no passado, ao avanço da civilização; e que não é apenas um direito, mas um dever da nacionalidade judia de sobreviver e se desenvolver. Eles acreditam que apenas na Palestina será possível proteger a vida Judia das forças de desintegração; que lá apenas poderá o espírito Judeu alcançar seu completo potencial; e que assegurando a oportunidade de se mudarem para lá aos que desejam o fazer, todos os outros Judeus serão beneficiados, e a persistente questão Judia, finalmente, será resolvida”
Brandeis também usou sua influência na administração Wilson antes da Declaração de Balfour e a Conferência de Paz de Paris.

## Morte e Legado

Comemorando seu 83º aniversário, o juiz aposentado da Suprema Corte dos EUA, Louis D. Brandeis, é fotografado, com a Sra. Brandeis, saindo de casa, para o seu habitual passeio matinal

Brandeis se aposentou do Supremo Tribunal no dia 13 de Fevereiro de 1939, e morreu no dia 5 de Outubro de 1941 após sofrer uma parada cardíaca.
Os restos mortais do Juiz Brandeis e de sua esposa estão enterrados na Universidade de Louisville, em Louisville, Kentucky.[62][63][64] Seus artigos acadêmicos estão arquivados na biblioteca da universidade.
Brandeis viu várias de suas ideias virarem lei. Salários mínimos e limite de horas à jornada de trabalho foram aceitos como constitucionais, e o direito do trabalhador à organizar-se foi protegido por lei. Sua defesa eloquente e fervorosa da liberdade de expressão e do direito à privacidade têm tido uma influência poderosa e contínua sobre o supremo tribunal, e consequentemente sobre a nação. A revista The Economist o chamou de "Robin Hood do direito”[65].
Brandeis foi membro fundador da Ordem dos Advogados de Massachussets

## Instituições em Homenagem
- Brandeis University, em Waltham, Massachusetts.
- University of Louisville's Louis D. Brandeis School of Law.
- The Brandeis Law Journal
- The Louis D. Brandeis Center for Human Rights under Law
- Kibbutz Ein Hashofet (Hebrew: עין השופט) in Israel
- Kfar Brandeis (lit: Brandeis village)
- The Brandeis School, em Lawrence, New York.
- The Brandeis School of San Francisco, em San Francisco, California
- Brandeis Marin, em San Rafael, California
- The Brandeis-Bardin Institute, no Simi Valley, Los Angeles,
- The New York City Public Schools Louis D. Brandeis High School[carece de fontes?]
- Louis D. Brandeis High School, em San Antonio, Texas,
- Louis D. Brandeis Law Society, na Philadelphia
- Louis D. Brandeis AZA #932, a B'nai B'rith Youth Organization Chapter em Dallas.
- Brandeis AZA #1519, a B'nai B'rith Youth Organization Chapter em Rockville, Maryland.
- Brandeis AZA #1999, a B'nai B'rith Youth Organization Chapter em Minneapolis, Minnesota
- Hadassah-Brandeis Apprentice School of Printing em Jerusalem, Israel

## Opiniões Destacadas
- Ashwander v. Tennessee Valley Authority (1936) (concurring)
- Erie Railroad Co. v. Tompkins (1938) (majority)
- «Gilbert v. Minnesota (1920) (dissenting)». Consultado em 18 de agosto de 2017. Arquivado do original em 23 de abril de 2010
- New State Ice Co. v. Liebmann (1932) (dissenting)
- Olmstead v. United States (1928) (dissenting)
- Ruthenberg v. Michigan (1927) (unpublished dissent) no Wayback Machine (arquivado em fevereiro 10, 2009)
- Sugarman v. United States (1919) (majority)
- United States ex rel Milwaukee Social Democratic Publishing Co. v. Burleson (1921) (dissenting) no Stanford Web Archive (arquivado em julho 25, 2008)
- «Whitney v. California (1927) (concurring)». Consultado em 18 de agosto de 2017. Arquivado do original em 17 de dezembro de 2010
- The Collected Supreme Court Opinions of Louis D. Brandeis
- Pennsylvania Coal Co. v. Mahon (1922) (dissenting)
- Loughran v. Loughran (1934) (majority)